# Jean Despeaux
Jean Despeaux (22. oktober 1915 – 25. maj 1989) var en fransk bokser som deltog i de olympiske lege 1936 i Berlin.
Despeaux blev olympisk mester i boksning under OL 1936 i Berlin. Han vandt en guldmedalje i mellemvægt. I finalen besejrede han norske Henry Tiller. Der var 19 boksere fra 19 lande som stillede op i vægtklassen, som blev afholdt fra den 11. til 15. august 1936.